# Gezaagde steurgarnaal
De gezaagde steurgarnaal (Palaemon serratus) is een kreeftachtige uit de orde tienpotigen en is een bekende garnalensoort.

## Kenmerken
Deze transparante garnalen kunnen circa 10 centimeter groot worden, groter dan de gewone garnaal. Verder zijn ze van die laatste te onderscheiden doordat ze een rostrum op de kop hebben dat getand is. Ze hebben antennen die anderhalfmaal langer zijn dan het lichaam en het dier waarschuwen voor aankomend gevaar.

## Verspreiding en leefgebied
Ze komen voor in Atlantische kustwateren boven rotsachtige bodems. 's Nachts gaan ze op zoek naar voedsel.